# Guillaume Adam
Guillaume Adam, in latino Guillelmus Adae (XIII secolo – 1341), è stato un missionario, scrittore e arcivescovo cattolico francese.

## Biografia
Fu missionario pontificio in Persia (1314-17), arcivescovo di Smirne (1318). Nel 1322 fu promosso arcivescovo di Soltaniyeh in Persia e dopo il 1324 fu eletto arcivescovo di Antivari in Montenegro.
Fu uno dei sei domenicani inviati da papa Giovanni XXII in Persia. Probabilmente vi era stato anche in precedenza, durante il pontificato di Clemente V, quindi prima del 1314.
Fu autore di un De modo Sarracenos extirpandi.

## Genealogia episcopale
La genealogia episcopale è:
- Cardinale Leonardo Patrasso, O.F.M.
- Cardinale Arnaud d'Aux
- Arcivescovo Guillaume Adam, O.P.

## Opere
- De modo Sarracenis extirpandi
- Arbor caritatis
- Sermones